# Manolo Blahnik
Manolo Blahnik (født d. 28 november 1942, i Santa Cruz de La Palma på De Kanariske Øer) er en spansk modedesigner og grundlægger af det eksklusive skomærke af samme navn.

## Biografi
Blahnik har en tjekkisk far og en spansk mor, han er født og opvokset på La Palma i De Kanariske Øer.  Blahnik studerede på universitetet i Genève og fik sin eksamen i 1965, derefter studerede han kunst Paris. Han flyttede til London i 1968 for at arbejde for en modebutik kaldet "Zapata", samtidig skrev han for det italienske Vogue. Efter at have vist sin portefølje til Diana Vreeland fortalte hun ham, at han burde lave sko. 
Manolo Blahnik's flagskib ligger i dag i old Church Streek i Chelsea, London. 
Blahnik har butikker placeret i London, New York, Las Vegas, Dublin, Athen, Madrid, Istanbul, Dubai, Kuwait, Hong Kong, Seoul og Singapore. Nogle amerikanske kædebutikker som Bloomingdales og Barneys sælger også hans sko. 
I 2007 blev Blahnik tildelt med den ære fulde titel "Commander of the British Empire", for sin tjeneste for den britiske modeindustri.

## Populær kultur
Blaniks sko er blevet gjort kendte ved flere gange at optræde i forskellige medier på forskellige måder. 
- TV-serien Sex and the City's hovedperson Carrie Bradshaw ynder at bærer dette mærke sko i mange af seriens afsnit.
- I The O.C(TV-serie) spørger Cohen Summer om hun har Manolos på.
- Lady Gaga nævner Manolo i sin sang Fashion(fra filmen "Confessions of a Shopaholic")